# Albert Gleizes

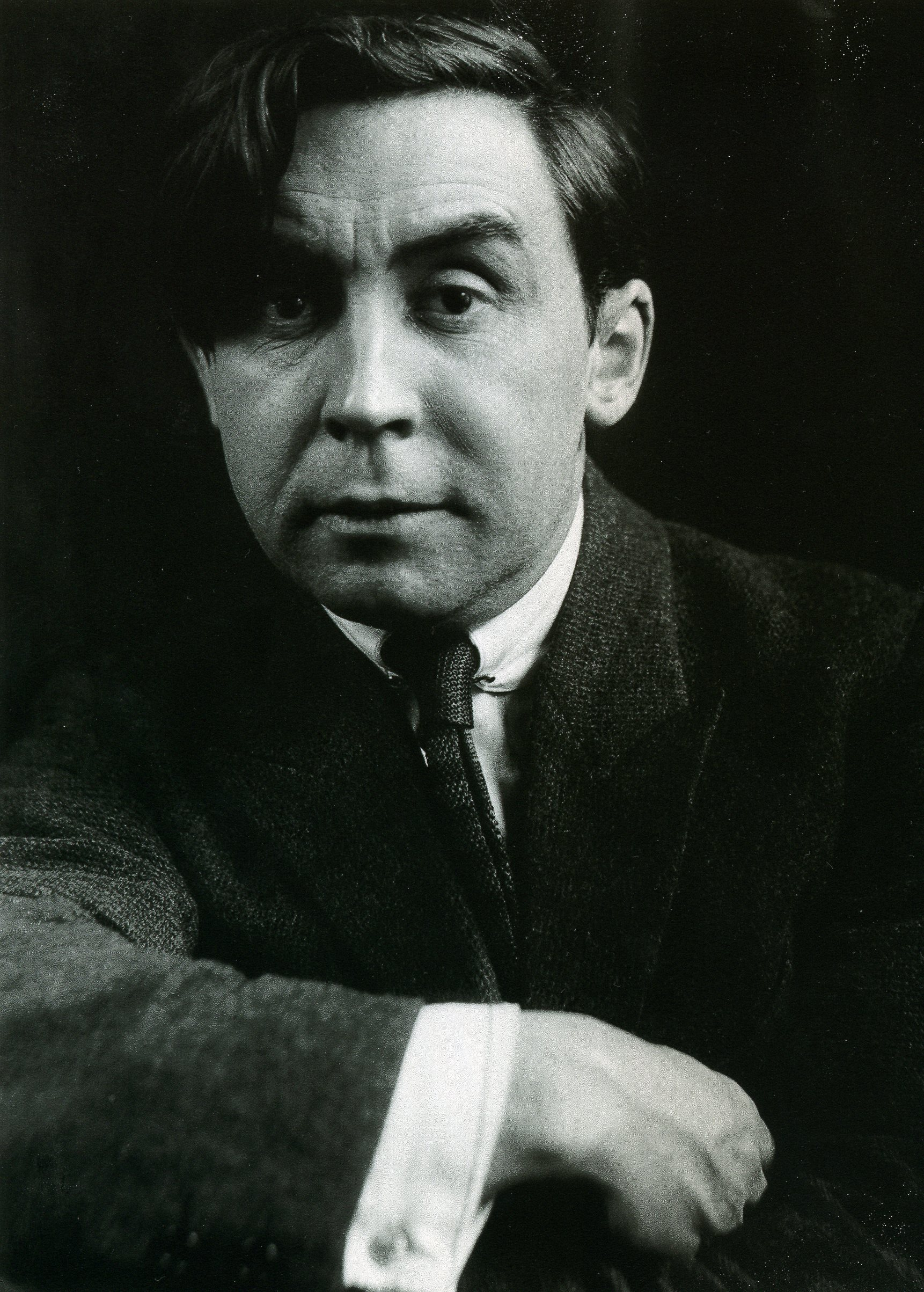
Albert Gleizes, um 1920

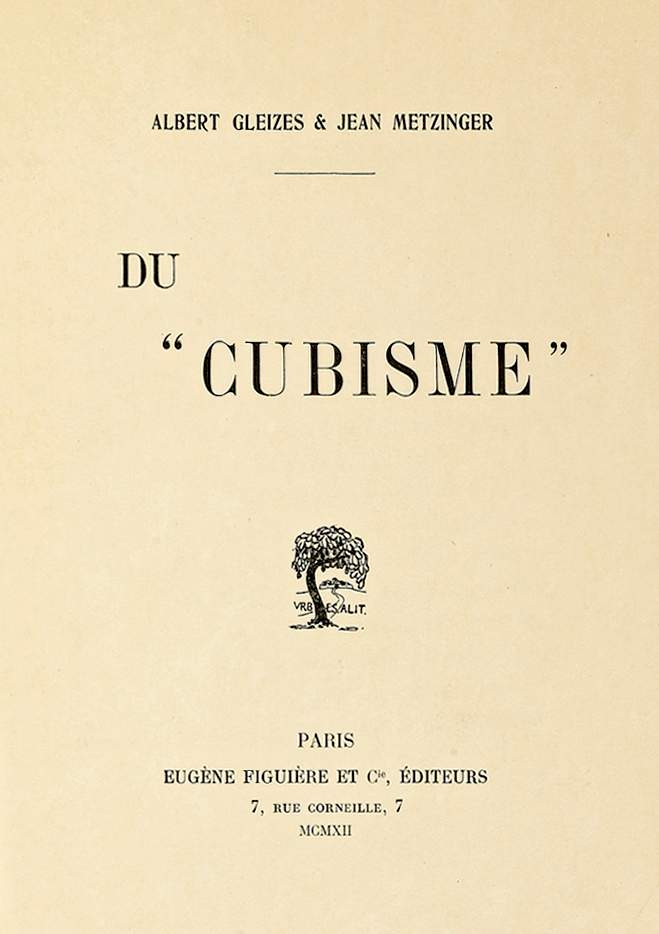
Albert Gleizes & Jean Metzinger: Du „Cubisme“ (1912)

Albert Gleizes (* 8. Dezember 1881 in Paris; † 23. Juni 1953 in Avignon) war ein französischer Maler und Kunsttheoretiker. Er war Mitbegründer des Salon d’Automne und Mitglied der Section d’Or. Gleizes gilt als Vertreter des Kubismus. Zusammen mit Jean Metzinger verfasste er 1912 die Abhandlung Du „Cubisme“. In seinen letzten Lebensjahren malte Gleizes vorwiegend religiöse Motive.

## Leben
Albert Gleizes war ein Neffe des Malers Léon Comerre. Er besuchte das Lycée Chaptal und erhielt eine Ausbildung als Textilzeichner bei seinem Vater Sylvain Gleizes. In den Jahren seines Militärdiensts begann er ernsthaft zu malen und stellte seine Arbeiten 1902 in der Société Nationale des Beaux-Arts in Paris und 1903 am dortigen Salon d’Automne aus. Seine Themen waren Hafenarbeiter, Wäscherinnen und Werktätige. 1905 endete der Militärdienst. Gemeinsam mit René Arcos wurde er Mitglied der Vereinigung Association Ernest Renan. Der Schriftsteller Renan versammelte in diesem Studienkreis Arbeiter, Intellektuelle und Künstler.
1906 gründete Gleizes mit finanzieller Hilfe von Henri Martin Barzun die Gruppe L’Abbaye de Créteil, die sich bald als Verlag etablierte. Jules Romains, Alexandre Mercereau, Charles Vildrac und Georges Duhamel konnten als Mitarbeiter gewonnen werden. Als Gäste besuchten Filippo Tommaso Marinetti und Constantin Brâncuși die Treffen der Gruppe, andere wollten lediglich ihre Beiträge veröffentlicht sehen, beispielsweise die Autoren Roger Allard oder Pierre-Jean Jouve.
Nach zwei Jahren war das Geld für den Druck und die Publikation aufgebraucht. Gleizes ging künstlerisch neue Wege und entfernte sich vom Pointillismus und Impressionismus. Mit Arcos und Henri Le Fauconnier stellte er 1910 in Moskau aus. 1910 begegnete er Robert Delaunay und illustrierte Allards Le Bocage Amoureux. 1911 zeigte Gleizes seine Bilder am Salon des Indépendants. Nun bildete er mit Gleichgesinnten wie Raymond Duchamp-Villon die Gruppe Artistes de Passy und begann kunsttheoretisch zu schreiben. 1913 folgte eine weitere Ausstellung in Moskau. Zu Beginn des Ersten Weltkriegs 1914 wurde er zur Armee eingezogen.
1914 brachte die Hinwendung zur Abstraktion. Was er malte, zeigte er in New York und Berlin. Marcel Duchamps, Jean Crotti und Jean Metzinger präsentierten sich in den USA an seiner Seite. 1914 wurde Gleizes von der Armee demobilisiert und heiratete Juliette Roche. Im Sommerhalbjahr 1916 lebte und arbeitete er in Barcelona, wo er mit Francis Picabia und Marie Laurencin in Kontakt war. Seine Kunst war von überbordender Energie. Die katalanische Metropole hinter sich lassend, reiste er 1917 erneut in die USA und im selben Jahr nach Kuba und Bermuda. 1918 trat in New York mit dem Christentum ein neuer Aspekt in sein Schaffen.
1919 kehrte Gleizes nach Frankreich zurück. Er wurde Mitglied der Union Intellectuelles, der ein Adliger vorstand, der Prince de Rohan. 1920 veränderte er seine Malweise, den breiten und starken Pinselstrich gab er auf. In den Mittelpunkt seiner Kunst und Faktur stellte er nun den „Rhythmus“. Ab 1921–1923 bildete er erste Schüler aus und zog sich bis 1926 nach und nach aus dem Pariser Kunstmilieu zurück. Den Surrealismus erlebte er zunehmend als chaotisch, vielmehr stand er Alexander Archipenko und Georges Braque nahe, mit denen er die Section d’Or wiederzubeleben versuchte. Das Unterfangen misslang und Gleizes wandte sich sozialen und intellektuellen Fragen zu. In diesem Geist gründete er 1927 die Künstler- und Kunsthandwerkerkolonie in Moly-Sabata im Dorf Sablons in der Isère.
Dieser Gemeinschaft wurde ein ehemaliges Flussschifferhaus aus dem 18. Jahrhundert überlassen. Das Geld für den Lebensunterhalt kam von Handwerksarbeiten und den Erzeugnissen des Gartens. 1927 schuf Gleizes Crucifixion (Kreuzigung), Descente de Croix (Kreuzabnahme) und Couronnement de la Vierge (Krönung der Jungfrau) für die Kirche von Serrières. Das Projekt wurde abgelehnt. 1931 war er Gründungsmitglied der Gruppe Abstraction-Création. In den Jahren 1932 bis 1934 folgten Vortragsreisen nach Warschau, Łódź, Dresden, Stuttgart und London. 1934 unterlief seine Malerei erneut einen starken Wandel hin zur Farbe und vom abstrakten zum figurativen Ausdruck. Sein Neffe war der Marineoffizier und Tiefseeforscher Georges Houot (1913–1977).
Ab 1939 lebte Albert Gleizes mit seiner Frau Juliette ganzjährig in den Méjades von Saint-Rémy de Provence. Wie im weiterhin bestehenden Moly-Sabata, entstand auch hier eine Künstlerkolonie. 1941 konvertierte Gleizes zu der römisch-katholischen Kirche. Nach dem Zweiten Weltkrieg organisierte er Kunstseminare. Weitere bekannte Unterrichtende dieser Veranstaltungen waren Jean Chevalier, Dom Angelico Surchamp, Paul Régny und René Burlet. 1947 fand in der Kapelle des Licée Ampère in Lyon eine große Retrospektive des Künstlers statt. 1949–1950 illustrierte er eine Neuauflage der Pensées von Blaise Pascal. 1952 entstand in der Kapelle Les Fontaines von Chantilly das Werk L’Eucharistie. Am 23. Juni 1953 starb der Künstler in Avignon.

## Rezeption in Deutschland
1937 wurden in der NS-Aktion „Entartete Kunst“ fünf seiner Arbeiten aus dem Schlesischen Museum der Bildenden Künste Breslau, den Kunstsammlungen der Universität Göttingen, dem Provinzial-Museum Hannover, dem Stadtmuseum Ulm und dem Schlossmuseum Weimar beschlagnahmt.

## Ehrungen
- 1951 erhielt er den Grand Prix auf der französischen Biennale in Menton.

## Werke (Auswahl)

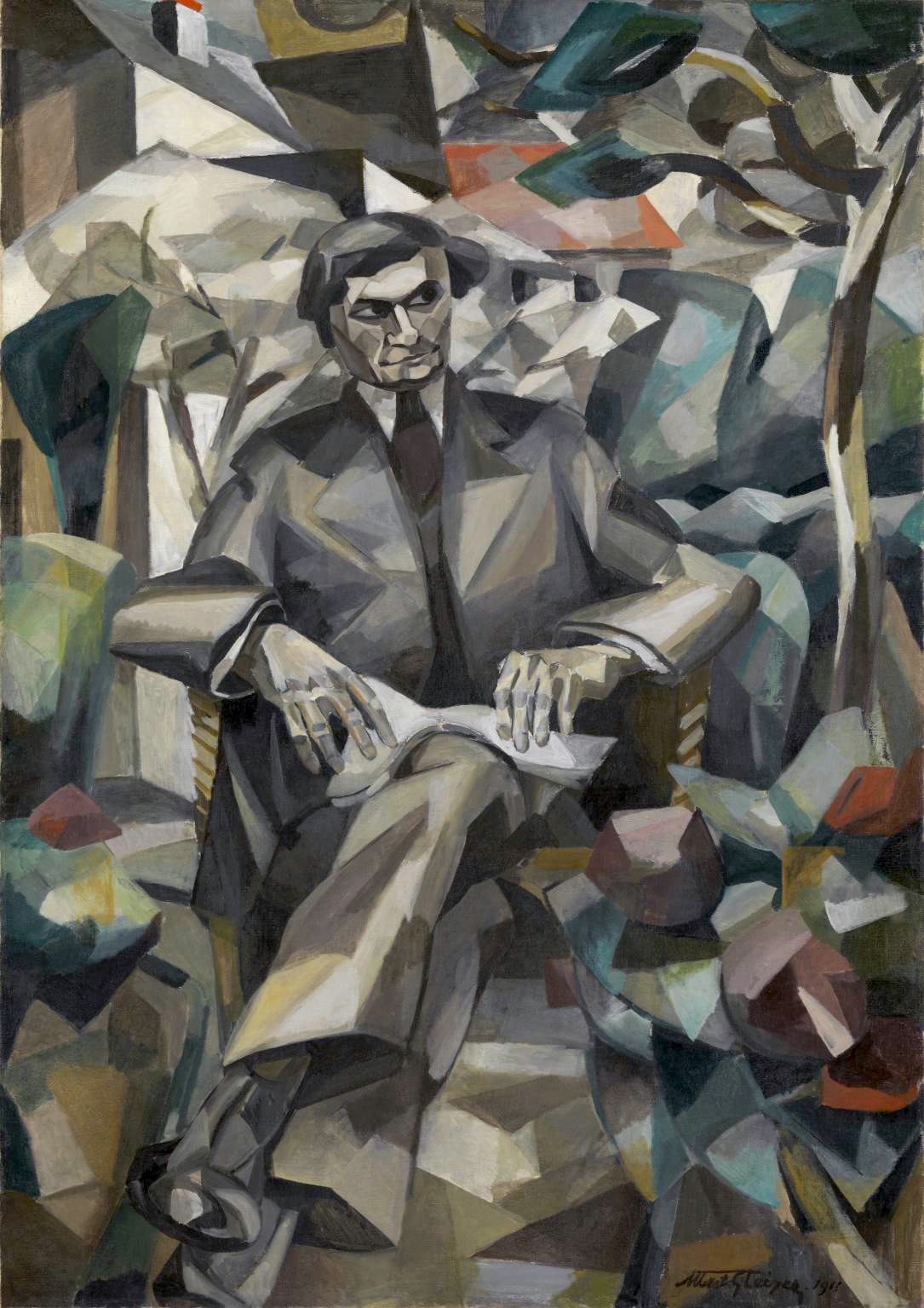
Portrait de Jacques Nayral, 1911
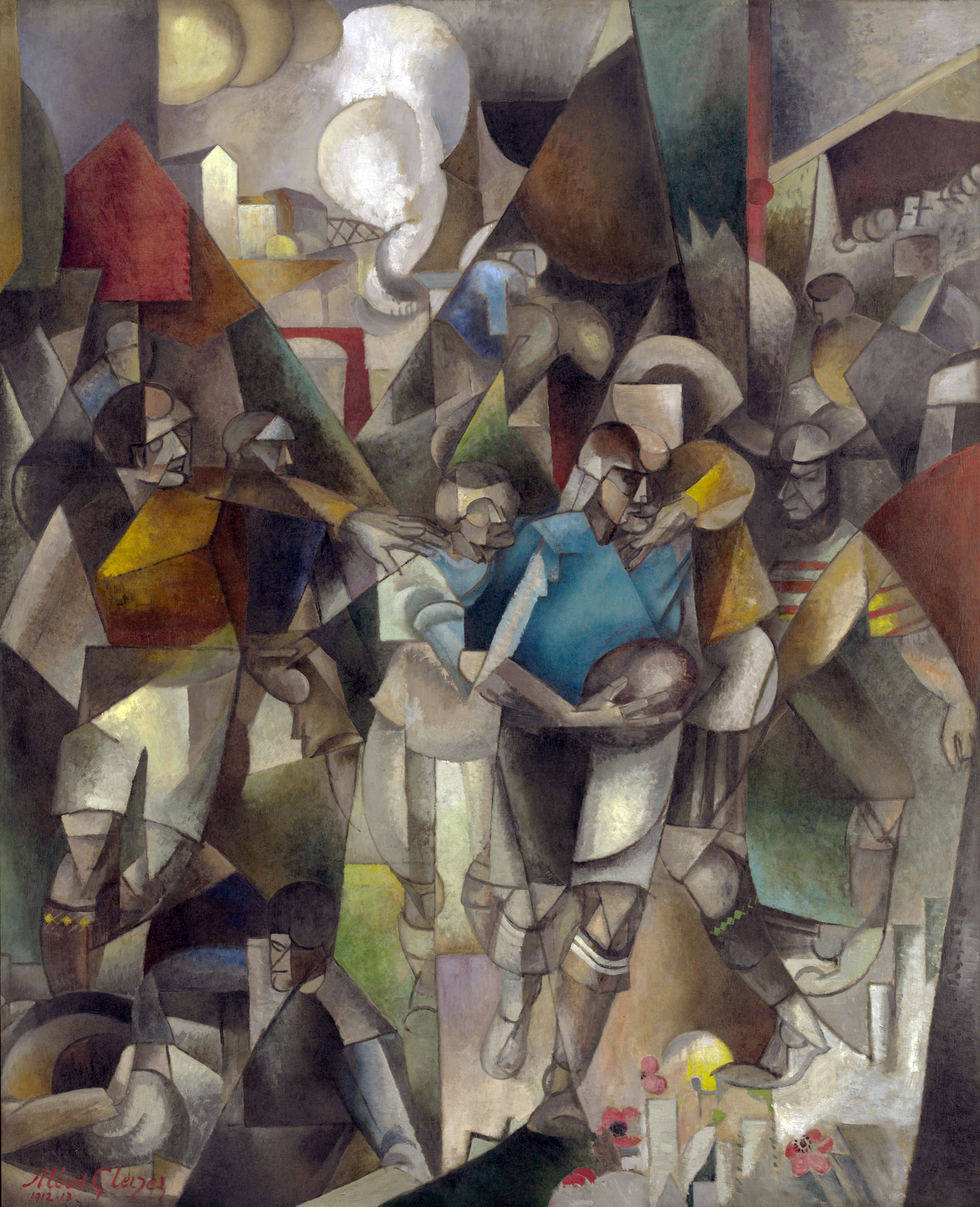
Les Joueurs de football, 1912–13. Das Gemälde wurde 1913 auf dem Ersten Deutschen Herbstsalon gezeigt.
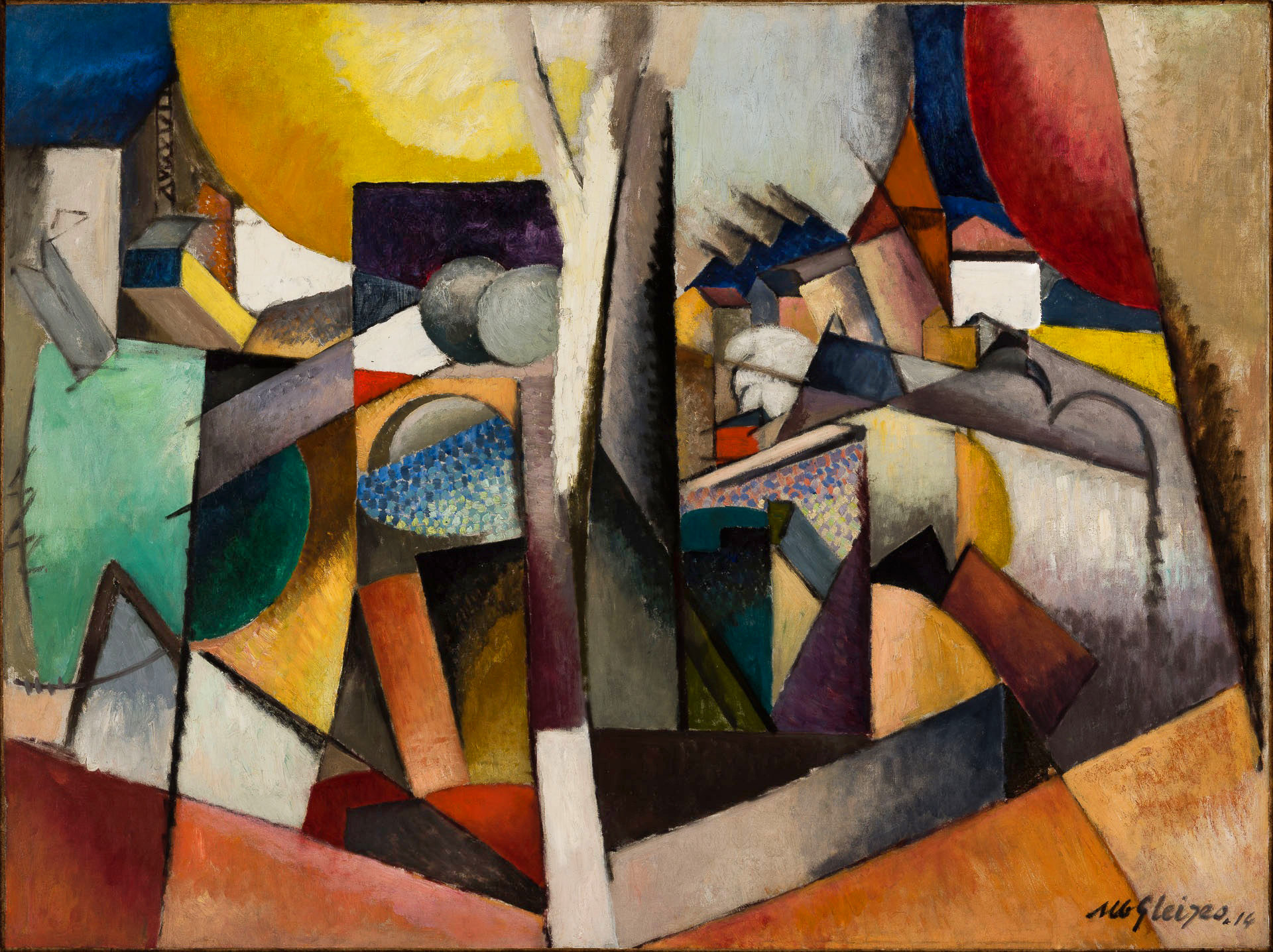
Paysage cubiste, 1914
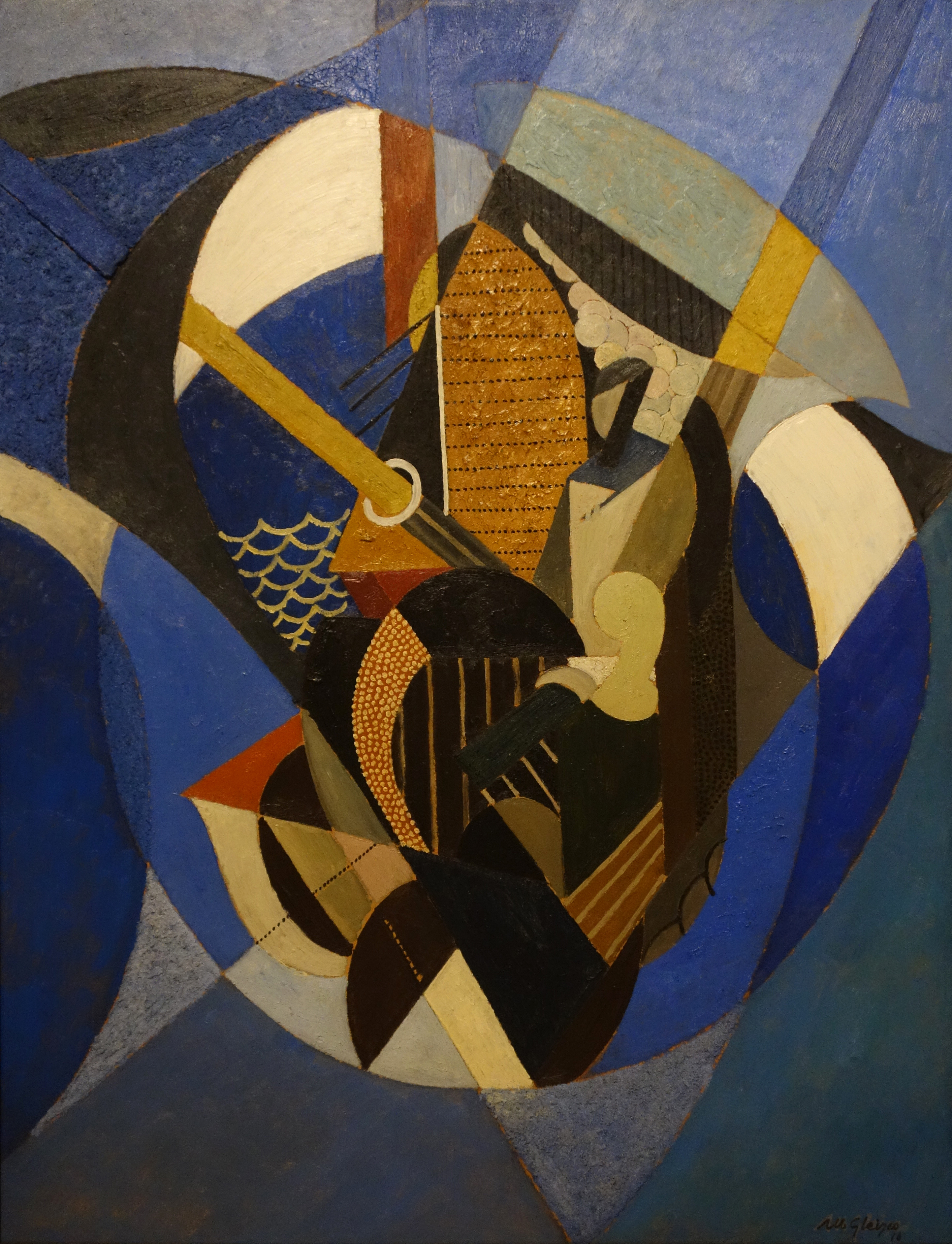
Sur un bateau à voile, 1916
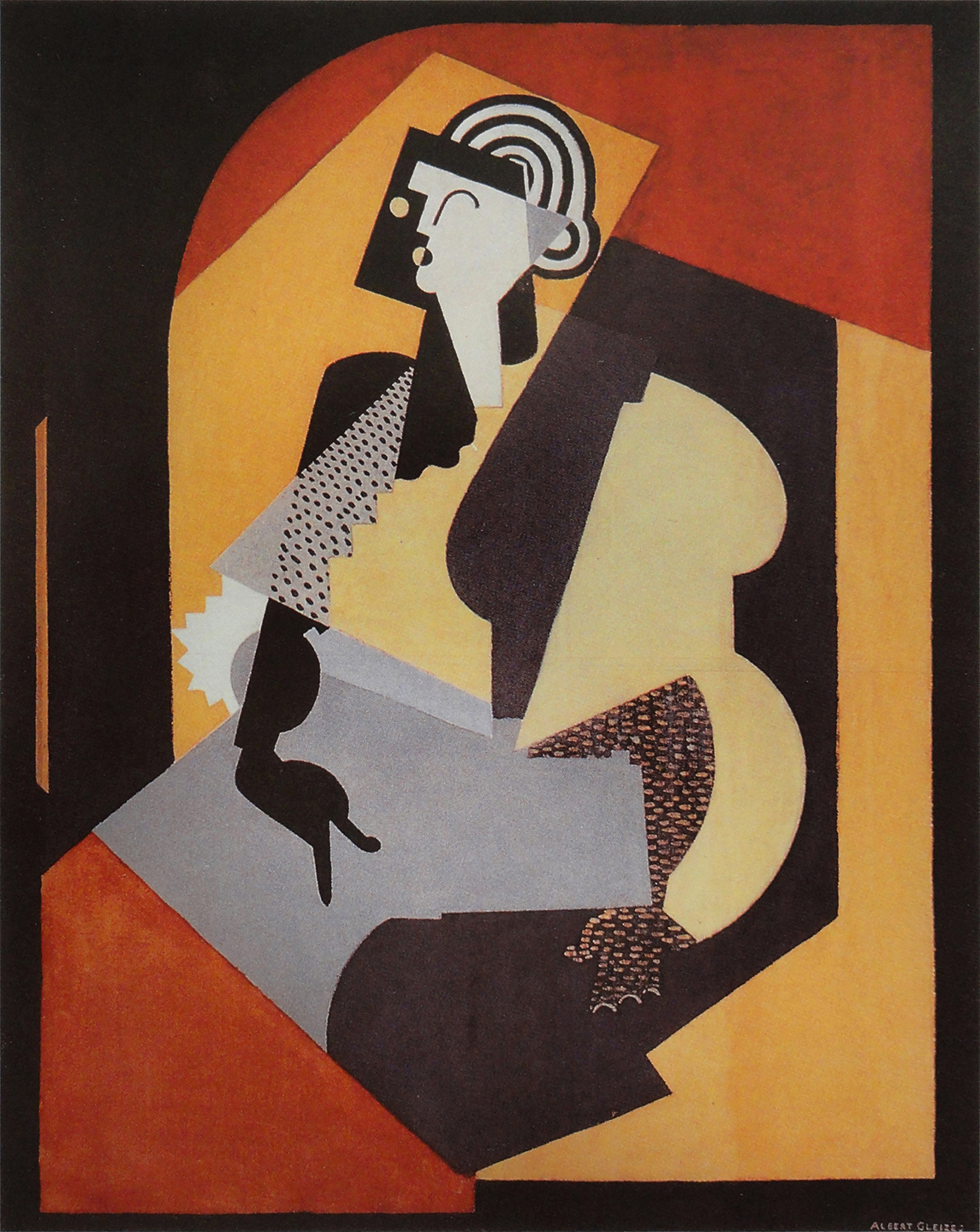
Femme au gant noir, 1920

## 1937 als „entartet“ beschlagnahmte Werke
- Stillleben (Tafelbild, 1911; Verbleib unbekannt)
- Landschaft bei Paris (Öl auf Leinwand, 62 × 44, 1912; Verbleib unbekannt)
- Composition cubiste (Lithografie, 35,9 × 26,6 cm, 1921; vernichtet)
- Centre noir (Lithografie, 36,8 × 26,9 cm; Blatt 113 der Zeitschrift Die Schaffenden, Jg. III, Mappe 4, 1922; mit der Mappe vernichtet)
- Komposition nach dem Gemälde „Peinture à trois Éléments“ (Schablonendruck in Tempera; 37,5 × 29 cm, 1927–1929; nach 1945 sichergestellt und Stand 2018 zur Restitution im Kulturhistorischen Museum Rostock)

## Veröffentlichte Schriften
- Du Cubisme (mit Jean Metzinger), 1912
  - Kubismus Übersetzung: Eulein Grohmann. (= Bauhausbücher; Band 13). München 1928.
- Du Cubisme et des moyens de le comprendre, 1920
- La Mission créatrice de l’Homme dans le domaine plastique, 1922
- La peinture et ses lois, ce qui devait sortir du Cubisme, 1923
- Peinture et Perspective descriptive/Tradition et Cubisme. Vers une conscience plastique, in den Jahren 1912 bis 1924 entstandene Artikel, 1927
- Vie et Mort de l’Occident Chrétien, 1930
- La Forme et l’Histoire, 1932
- Homocentrisme ou le Retour de l’Homme chrétien, gefolgt von Le Rythme dans les arts plastiques, 1937
- La Signification humaine du Cubism, Aufzeichnung im Petit Palais in Paris am 18. Juli 1938
- Souvenirs, darin das Kapitel Le Cubisme 1908—1914, 1957
- Puissances du Cubisme, Sammlung von Beiträgen von 1925 bis 1946 in Zeitschriften und an Tagungen, 1965
- Art et Religion, Art et Science, Art et Production, 1931 entstandene Texte, 1970